# GCM2
GCM2‏ (Glial cells missing homolog 2) هوَ بروتين يُشَفر بواسطة جين GCM2 في الإنسان.